# Пиопнеумоторакс
Пиопнеумоторакс,  инфицирани хидропнеумоторакс или емпиемијски хидропнеумоторакс, је колекција гноја и гаса у плеуралном простору. Може се односити и на варијанту емпијема грудног коша са компонентама које садрже гас иако етиологија може бити другачија.  Присуство нивоа ваздуха и течности који прати тензиони пнеумоторакс на радиографији грудног коша требало би да упозори лекара на могућност овог хитног стања.
Само хитна хируршка интервенција може пружити наду за живот болеснику са пиопнеумотораксом.

## Клиничка слика
Клиничку слику карактерише:
- бол у грудима,

- грозница,
- учестали кашаљ,
- отежано дисање.

## Етиологија
Као и код хидропнеумоторакса и пиопнеумоторакс има низ узрока:
- торакоцентеза (јатрогени облик)

- торакална траума

- бронхоплеурална фистула

- езофагоплеуралн фистула

Поред наведених умешани су многи патогени узрочници, укључујући:
- бацил туберкулозе,[1]
- анаеробне патогене,
- бактерије,
- гљивице.

## Патогенеза
Пиопнеумоторакс се најчешће јавља као компликација плућног апсцеса. Присуство таквог апсцеса може остати нејасно до неколико дана након хируршке дренаже емпијема, али се његово присуство може безбедно предвидети на почетку пиопнеумоторакса. Туберкулоза у неселективним случајевима са општим гнојем ретко је етиолошки фактор.
До руптуре таквог апсцеса у плеурални простор обично долази у његовој акутној фази, док још траје активно уништавање плућног ткива. Због тога су такви пацијенти, увек скоро у екстремном стању, преплављени инфекцијом и сепсом и механичким сметњама у дисању. 
Други случајеви се јављају након дијагностичких процедура у грудном кошу. Аспирација грудног коша у присуству вирулентне инфекције у самим плућима носи са собом опасност од стварања пиопнеумоторакса. Слично, вештачки пнеумоторакс као метода лечења хроничног плућног апсцеса може да руптурира апсцес у плеурални простор и тако произведе пиопнеумоторакс.
Тензијски пиопнеумоторакс је ретка компликација пнеумоније и субплеуралног апсцеса који еродира плеурални простор.

## Дијагноза
Дијагноза овог стања је често немогућа или неуверљива физичким прегледом. Рендгенографија нуди задовољавајући доказ, иако аспирација гноја и обилног гаса из плеуралног простора сигурно доказује да је апсцес пукнуо у плеуру. Клиничар може снажно посумњати на присуство такве лезије када пацијент са тешким пнеумонитисом брзо развије изражене респираторне тешкоће, плеуритични бол и померање медијастинума на здраву страну.

## Диференцијална дијагноза
Разликовање између пиопнеумоторакса и апсцеса плућа може бити тешко, али може да има важне терапеутске последице, јер улога ултрасонографије грудног коша у овим стањима остаје неутврђена. И док су сонографске карактеристике хидропнеумоторакса и/или пиопнеумоторакса карактеристичне и није их тешко препознати, за сада се процењује корисност сонографских налаза карактеристичних за хидропнеумоторакс у циљу разликовања пиопнеумоторакса од плућног апсцеса, јер може имати значајну вредност у разликовању пиопнеумоторакса и апсцеса плућа.

## Терапија
Затворена дренажа са великим катетером и благим негативним притиском нуди најбезбеднији тренутни третман. Међутим, мора се посветити стална пажња да се катетер никада не блокира. Ово би требало да буде праћено отвореном торакотомијом за отприлике недељу дана. 

## Прогноза
Многи пацијенти који су имали плућну супурацију умерено дуго могу толерисати почетну отворену торакотомију и такви случајеви се вероватно боље опорављају од овог облика лечења. 
Бронхоплеуралне фистуле се брзо затварају у свим случајевима и без помоћи посебне терапије.
Пукнут апсцес у плеурални простор, ако пацијент преживи непосредни постоперативни период, практично увек залечи сам себе. Такви пацијенти могу очекивати (уз добру) негу, у будућности нормалан живот.

## Компликације
Смрт се јављала у 55% случајева. Најмање 70% ових смртних случајева било је директна последица озбиљности пнеумонитиса и компликација које нису настале због пиопнеумоторакса, већ због плућног апсцеса и инфекције.